# Clasificación para el Torneo masculino de fútbol en los Juegos Olímpicos de Atlanta 1996
La Clasificación para el Torneo de Fútbol de las Juegos Olímpicos de Atlanta 1996 fue disputada por más de 80 equipos afiliados al COI y a la FIFA.

## Participantes
- 37 equipos de Europa (UEFA)
- 10 equipos de Sudamérica (CONMEBOL)
- 15 equipos de Norteamérica, Centroamérica y el Caribe (CONCACAF)
- 25 equipos de Asia (AFC)
- 5 equipos de Oceanía (OFC)
- 25 equipos de África (CAF)

## Clasificación
| Competición                                    | Sede          | Plazas | Equipos clasificados                   |
| ---------------------------------------------- | ------------- | ------ | -------------------------------------- |
| Anfitrión                                      | –             | 1      | Estados Unidos                         |
| Eurocopa Sub-21 de 1996                        | España        | 5      | Italia España Francia Hungría Portugal |
| Torneo Preolímpico de la OFC 1996              | Australia     | 0.5    | Australia                              |
| Clasificación Africana                         | Sin Sede Fija | 3      | Ghana Túnez Nigeria                    |
| Clasificación Asiática                         | Malasia       | 3      | Corea del Sur Japón Arabia Saudita     |
| Torneo Preolímpico Sudamericano Sub-23 de 1996 | Argentina     | 2      | Argentina Brasil                       |
| Preolímpico de Concacaf de 1996                | Canadá        | 1.5    | México                                 |
| TOTAL                                          |               | 16     | 16                                     |

## Repesca
| Equipo 1 | Agr. | Equipo 2  | Ida | Vuelta |
| -------- | ---- | --------- | --- | ------ |
| Canadá   | 2–7  | Australia | 2-2 | 0–5    |

| 26 de mayo de 1996 | Canadá        | 2–2     | Australia                      | Commonwealth Stadium, Edmonton                                 |                                                                |
|                    | Xausa 21' 88' | Reporte | - Lozanovski 31' - Spiteri 53' | Asistencia: 13,049 espectadores Árbitro(s): Kim Milton Nielsen | Asistencia: 13,049 espectadores Árbitro(s): Kim Milton Nielsen |

| 2 de junio de 1996 | Australia                                                            | 5–0     | Canadá | Sydney Football Stadium, Sydney                         |                                                         |
|                    | - Foxe 16' - Lozanovski 58' - Viduka 82' - Agostino 85' - Muscat 87' | Reporte |        | Asistencia: 25,809 espectadores Árbitro(s): Ali Bujsaim | Asistencia: 25,809 espectadores Árbitro(s): Ali Bujsaim |